# المال والعيال (مسلسل)
المال والعيال، مسلسل سعودي، من تأليف أسمهان توفيق، وإخراج وائل فهمي. شارك في المسلسل عددًا من الممثلين منهم: علي السبع، وبدرية أحمد، وفاطمة الحوسني، وأسمهان توفيق.